# Bardollāh
Bardollāh (persiska: برداللّه) är en ort i Iran.   Den ligger i provinsen Khuzestan, i den centrala delen av landet, 500 km sydväst om huvudstaden Teheran. Bardollāh ligger 107 meter över havet och antalet invånare är 321.
Terrängen runt Bardollāh är kuperad åt nordost, men åt sydväst är den platt. Runt Bardollāh är det ganska tätbefolkat, med 80 invånare per kvadratkilometer. Närmaste större samhälle är Shūshtar, 19,8 km söder om Bardollāh. Omgivningarna runt Bardollāh är i huvudsak ett öppet busklandskap.